# Micklethwaitia
Micklethwaitia es un género monotípico de la subfamilia Caesalpinioideae perteneciente a la familia de las legumbres Fabaceae. Su única especie: Micklethwaitia carvalhoi (Harms) G.P.Lewis & Schrire, es originaria de África.

## Descripción
Es un árbol de hoja caduca que alcanza los 6.10 m de altura.

## Distribución y hábitat
Se encuentra en Mozambique en los bosques en suelos de arcilla roja con cuarcita; a una altitud de 10-150 m.
Fue recogida por vez primera   en 1884-85 por el Dr. Manuel Rodrigues Pereira de Carvalho (1848-1909), y redescubierta en 1960-61-62-64 por Gomes e Sousa.